# Alois Janotka
Alois Janotka (27. listopadu 1891 v Kopřivnici v okrese Nový Jičín – 1990) byl příslušníkem československých legií v Rusku, účastníkem bitvy u Zborova. Po vzniku Československa a návratu z Ruska do vlasti se stal vojákem z povolání. V československé prvorepublikové armádě dosáhl hodnosti majora. S podplukovníkem Josefem Mašínem se Alois Janotka velmi dobře znal z legií a po vzniku protektorátu se tak logicky stal jeho nejbližším spolupracovníkem v odboji. Manželé Alois a Marie Janotkovi vytvořili pro Tři krále ve svém dvoupokojovém bytě v Dejvicích důležitý odbojový opěrný bod. Alois Janotka vytvářel především falešné doklady, jeho manželka Marie fungovala jako spojka. Janotkovi poskytovali zázemí podplukovníku Josefu Mašínovi a po jeho zatčení i štábnímu kapitánovi Václavu Morávkovi. V polovině roku 1942 byl Alois Janotka zatčen. Zbytek války strávil v koncentračním táboře. Válku přežil, ale v padesátých letech dvacátého století jej opět věznili komunisté. Zemřel v roce 1990.

## Životopis

### Před první světovou válkou
Alois Janotka se narodil 27. listopadu 1891 v Kopřivnici v okrese Nový Jičín. Po skončení strojní průmyslovky pracoval nějaký čas jako zástupce kopřivnické Tatry v Rostově na Donu.

### V legiích v Rusku
Po vypuknutí první světové války byl povolán do rakousko-uherské armády. Do československých legií v Rusku se přihlásil 15. srpna 1914 a po nezbytném výcviku byl zařazen v hodnosti kapitána do 1. střeleckého pluku. Již v srpnu roku 1914 (několik dní po zahájení první světové války) se z Čechů, žijících v Rusku zformovala vojenská jednotka dobrovolníků nazývaná Česká družina. Ta se později rozrostla i o válečné zajatce. Tato jednotka zpočátku čítala asi 720 dobrovolníků, byla to jakási předchůdkyně ruských československých legií a její členové si později začali říkat "Starodružiníci". Alois Janotka byl příslušníkem této České družiny. Když byl v bitvě u Zborova (1. – 2. července 1917) zraněn starodružiník plukovník Josef Boris Wuchterle, převzal po něm velení 10. roty III. praporu 1. československého střeleckého pluku právě Alois Janotka. V letech 1918 až 1920 působil Alois Janotka v čele úderných jednotek. S Josefem Mašínem bojovali společně v 1. československém střeleckém pluku v ruských legiích jak Alois Janotka, tak i Karel Teringl. (Alois Janotka byl Mašínovým velitelem v ruských legiích.) V legiích Alois Janotka aktivně působil od 1. září 1914 do 6. února 1920. Jako příslušník československých legií v Rusku končil opět u 1. střeleckého pluku, ale již v hodnosti majora, definitivně byl demobilizován k 31. prosinci 1921.

### Po návratu do vlasti
Po skončení první světové války a po návratu československých legionářů z Ruska do nově vzniklého Československa nastoupil Alios Janotka dráhu profesionálního vojáka v prvorepublikové československé armádě. Do začátku druhé světové války dosáhl Alois Janotka hodnosti majora. Po nastolení Protektorátu Čechy a Morava byla v létě roku 1939 prvorepubliková československá armáda rozpuštěna. Vojáci z povolání byli umísťováni na různá civilní místa a do různých profesí, kde měli být „prospěšni protektorátu“. Alois Janotka pracoval jako úředník firmy Herain, jeho kancelář byla ve Štěpánské ulici (naproti hotelu Alcron). Firma se zabývala výrobou a distribucí jízdních kol, což Janotkovi umožňovalo (mimo jiné) volně jezdit vlakem po celém území protektorátu.

### První kontakty s odbojem
Od podzimu roku 1938 se v Praze – Dejvicích v bytě podplukovníka Josefa Balabána (v ulici Na hutích 581/1)  nebo v legionářské restauraci Bajkal na Vítězném náměstí (dnešní Dům armády Praha – DAP) začala scházet neformální skupina, ve které se společně setkávali bývalí příslušníci zahraničních československých (především ruských) legií z doby první světové války (plukovník Josef Churavý, podplukovník Josef Balabán, podplukovník Josef Mašín, major letectva RNDr. Josef Jedlička, major Alois Janotka) a rovněž mladší vlastenecky smýšlející Balabánovi známí (bratr Balabánovy družky Bohuslav Sleza, ředitel Centrokomise Gustav Svoboda a lékárník Otakar Schiedeck – funkcionář skautské organizace).

### Ilegální činnost
Alois Janotka se osobně velmi dobře znal s Josefem Mašínem (kromě společné bojové historie v ruských legiích působil po první světové válce Alois Janotka u útvaru v Českých Budějovicích a Josef Mašín u něho sloužil) a tak celkem logicky po vzniku protektorátu se Janotka stal Mašínovým nejbližším spolupracovníkem v protiněmeckém odboji. Ve svém dejvickém bytě (na adrese Václavkova 343/20, Praha 6 (Praha 17) – Dejvice) manželé Alois a Marie Janotkovi vytvořili důležitý odbojový uzel – místo schůzek Tří králů – také jeden z mnoha úkrytů Josefa Mašína. Marie Janotková pracovala v odboji jako spojka. (Její krycí jméno v odboji bylo "Jana".) Alois Janotka především vytvářel falešné doklady. Kromě toho, že dejvický byt poskytoval zázemí Josefu Mašínovi (a po jeho zatčení i Václavu Morávkovi), sloužil zároveň i jako školicí středisko, kde se odbojáři učili klást nálože. V bytě se také vyráběly falešné doklady a dokumenty. Také se tu fotografovaly německé dokumenty, které pak kurýři odváželi z protektorátu.
Dne 14. září 1939 zde Josef Mašín a Ctibor Novák připravili výbušniny, které Ctibor Novák o den později nechal v Berlíně explodovat před Ministerstvem letectví na Lipské třídě a před ředitelstvím policie na náměstí Alexanderplatz. Tyto amatérské bomby byly vyrobeny ve "zbrojnici" na Bílé Hoře u Líkařů. Výsledky těchto bombových útoků se v literatuře poněkud liší, nicméně minimálně z psychologického hlediska byl jejich úspěch nepopiratelný.
Sám Ctibor Novák po druhé světové válce vzpomínal:
"Výbuchy v Berlíně vyvolaly u Němců pravé zděšení. Pobíhali bezhlavě po ulicích, volajíce: "Die Engländer sind da" (Angličani jsou tady) a vrhali se do tunelů podzemní dráhy, přičemž došlo k panice a bylo mnoho zraněných."
Ctibor Novák, vzpomínka na pumové útoky, 
V rámci poválečného vyšetřování Ctibora Nováka na pumové útoky vzpomínal plukovník Jan Studlar:
"Ihned po provedené akci dostavil se podplukovník Josef Mašín pozdě večer, na podzim roku 1939, do mého bytu v Praze ... a pln radosti mi oznámil, že Ctibor provedl před krátkou dobou v Berlíně skvělou akci. Vylíčil, v přítomnosti mé manželky, průběh zděšení, vyvolaného u berlínských Němců po výbuchu ... Počkali jsme si na zprávy z Berlína. Asi kolem jedné hodiny berlínský rozhlas hlásil provedení atentátu ... O věci, jak jsem později doznal, věděl téhož večera podplukovník František Lechner, paní Zdena Mašínová, major Alois Janotka a jeho manželka Marie."
plukovník Jan Studlar, vyšetřování pumových útoků, 

### Konec ilegální činnosti
V polovině roku 1942 byl Alois Janotka zatčen a zbytek války (1942 až 1945) strávil v koncentračním táboře. Druhou světovou válku přežil.

### Po druhé světové válce
V padesátých letech dvacátého století byl Alois Janotka protizákonně vězněný komunistickým režimem. Do výslužby odcházel z armády s hodností podplukovníka. Zemřel v roce 1990.